# セリン
セリン (serine) とはアミノ酸の1つで、アミノ酸の構造の側鎖がヒドロキシメチル基（–CH2OH）になった構造を持つ。Ser あるいは S の略号で表され、IUPAC命名法に従うと 2-アミノ-3-ヒドロキシプロピオン酸である。セリシン（絹糸に含まれる蛋白質の一種）の加水分解物から1865年に初めて単離され、ラテン語で絹を意味する sericum  からこの名がついた。構造は1902年に明らかになった。
極性無電荷側鎖アミノ酸に分類され、グリシンなどから作り出せるため非必須アミノ酸である。糖原性を持つ。酵素の活性中心において、求核試薬として機能している場合がある。

## 存在
L-セリン
多くの生物において生合成されタンパク質を構成する要素のひとつでもある。
D-セリン
従来、哺乳類の組織には存在しないと考えられていたが、哺乳類の脳組織に存在する内因性物質であることがわかってきた。

## 生合成

### L-セリン
生体内では、解糖系の中間体である 3-ホスホグリセリン酸から、ホスホグリセリン酸デヒドロゲナーゼ (EC 1.1.1.95) 、ホスホセリンアミノトランスフェラーゼ (EC 2.6.1.52)、ホスホセリンホスファターゼ (EC 3.1.3.3) の働きにより合成される。
EC 1.1.1.95 3-phosphoglycerate + NAD+ → 3-phosphohydroxypyruvate + NADH + H+
EC 2.6.1.52 3-phosphonooxypyruvate + L-glutamate → O-phosphoserine + 2-oxoglutarate
EC 3.1.3.3  O-phosphoserine + H2O → serine + phosphate

グリシンと可逆的に相互変換される関係にある。

## 機能
プリン、ピリミジン、システイン、（バクテリアでは）トリプトファンなどの生合成に関与するため、代謝において重要である。
酵素の部分構造に含まれ重要な役割を果たす。キモトリプシン、トリプシンなど多くの酵素の活性中心に存在することが示されている。いわゆる神経ガスや殺虫剤はアセチルコリンエステラーゼの活性中心のセリン残基に結合し、酵素反応を阻害することによって毒性を発揮することが知られている。神経伝達物質であるアセチルコリンがその役目を終えたあと、アセチルコリンエステラーゼがすぐに破壊して活性を失わせるが、これが作用しないと過剰のアセチルコリンが蓄積することになり、痙攣などの発作を誘発して死に至らしめる。
蛋白質の構成要素としては、側鎖のヒドロキシ基によってグリコシド結合を形成するという特徴を持つ。これは糖尿病の症状を説明する際に必要となることがある。真核生物におけるシグナル伝達の際にキナーゼによってリン酸化される3種のアミノ酸残基の1つである。リン酸化されたセリン残基はホスホセリンとよばれる。セリンプロテアーゼは典型的なタンパク質分解酵素である。